# Severini János
Severini János (Alsósztregova, 1716. július 23. – Selmecbánya, 1789. május 8.) pedagógus, író.

## Élete
1755-től haláláig a selmecbányai evangélikus gimnáziumnak volt az igazgatója. Történelmi munkái mellett írt filozófiai és állattani könyveket egyaránt, utóbbiakban saját rendszerét dolgozta ki.
Cikke a Mercur von Ungarnban (1787. III. Anhang 92. 1. Vindiciae Singidonis Belgrado adsertae).

## Munkái
- Commentatio historica de veteribus incolis Hungariae Cis-Danubianae a Morava amne ad Tibiscum porrectae ex probatissimis scriptoribus deducta cum brevi delineatione Schemnicii augustorum gemino adventu gloriosi regiis oblati manibus. Sopronii, 1767.
- Conspectus historiae hungariae a prima gentis origine ad memoriam nostram perducte. Pars prior. Lipsiae, 1769. (2. kiadás Posonii & Cassoviae, 1778. Folytatása ezen czímmel: Conspectus historiae hungaricae in usus praesertim juventutis adornatae Pars posterior, res gestas regum omnium, ad annum usque 1775. complexa. Posonii,  Az első kiadásnak sajtó alá készített kézirata a budapesti egyetemi könyvtárban.)
- Pannonia veterum monumentis illustrata cum Dacia Tibissana. Lipsiae, 1770.
- Fundamenta historiae civilis, ab orbe conoitio ad nostram aetatem deducte, usibus tyronum accomodata, cum appendice geographica. Posonii, 1773. (Kézirata 1772-ből a bpesti egyet. könyvtárban.)
- Institutiones eloquentiae, in usus patriae juventutis ex probatis auctoribus selectae, variisque animadversionibus et exemplis illustratae. Posonii & Cassoviae, 1779. (Ugyanaz: Posonii et Pestini, 1806.)
- Tentamen zoologiae Hungaricae seu historiae animalium, quorum magnam partem alit Hungaria. Posonii, 1779.
- Dissertatio de modo inveniendi situs veterum Pannoniae oppidorum, in qua de Acinco, Tauruno et Singidone peculiariter disquiritur et sub finem de gente Pannonia. Uo. 1781. (Salagi, Schönwiesner és Katona ellen van intézve. Kézirati censurai példánya a budapesti egyetemi könyvtárban.)
- Philosophia rationalis, seu logica usibus juventutis veteriore ex disciplina, recenti methodo ad commodata. Opusculum posthumum. Praemissa est cl. autoris vita Schemnicii, 1789. Kiadta Tomka-Szászky János, Intro ductio in orbis antiqui et hodierni geographiam in duas tomos divisa ... Posonii & Cassoviae című munkájának második javított és bővített kiadását.